# Made Man
Made Man es un videojuego de acción tercera persona desarrollado por SilverBack Studios. MadeMan apareció en el mercado de los Estados Unidos el día 17 de noviembre de 2006.
El videojuego ya ha vendido más de 5 millones de unidades por todo el mundo.

## Historia
Made Man cuenta la historia de un hombre hecho a sí mismo. Dentro de este cuento lleno de violencia y truculentas motivaciones al más puro estilo de las mejores novelas negras, se halla un juego de acción en tercera persona que nos transportará a unos escenarios propios en los que se movería un joven desarraigado y problemático... Un matoncillo de barrio que poco a poco irá subiendo el escalafón de la organización criminal más influyente de la historia de Estados Unidos: La mafia.